# 근섬유아세포
근섬유아세포(筋纖維芽細胞, 영어: myofibroblast)는 섬유아세포와 평활근 세포 사이의 상태에 있는 것으로 처음 기술된 세포 표현형이다.

## 구조
근섬유아세포는 세포질 스트레스 섬유 내에서 α-평활근 액틴의 발현으로 식별할 수 있는 수축성을 가진 방추형 세포이다.
위장관 및 비뇨생식기에서 근섬유아세포는 점막 표면의 상피하에서 발견된다. 여기에서 선와와 융모의 모양을 조절하는 역할을 할 뿐만 아니라 장샘에서 줄기 틈새 세포와 비정형 항원 제시 세포의 일부로도 작용한다. 이들은 대부분의 장소에서 지지 기능과 측분비 기능을 모두 가지고 있다.

## 위치
근섬유아세포는 피부 상처 치유 동안 육아 조직에서 처음으로 확인되었다. 일반적으로 이러한 세포는 육아 조직, 흉터 조직(섬유증) 및 종양의 기질에서 발견된다. 또한 위장관을 따라 늘어서 있으며, 여기에서 소와와 융모의 모양을 조절한다.

### 마커
근섬유아세포는 일반적으로 일반적인 중간엽 마커인 중간 필라멘트 비멘틴, α-평활근 액틴, 세포 골격 액틴 스캐폴드 단백질인 팔라딘에 대해 염색한다. 이들은 일부 조직에서 중간 필라멘트 유형 데스민과 같은 다른 평활근 마커에 대해 양성이지만 다른 조직에서는 데스민에 대해 음성일 수 있다. 메타빈쿨린, 스무델린과 같은 수축성 평활근에서만 양성인 소수를 제외하고 거의 모든 평활근 마커에 대해 유사한 이질적 양성이 존재할 수 있다.
근섬유아세포는 섬유아세포로부터 분화되는 동안 및 후에 피브로넥틴, 콜라겐 및 히알루론산의 발현을 상향 조절한다. 이들 중 피브로넥틴의 EDA 이소형 및 콜라겐 유형 I은 전섬유화 세포 외 기질의 근섬유아세포 의존적 합성의 전형적인 마커이다.
일부 근섬유아세포도 GFAP에 양성일 수 있다.

## 발달
근섬유아세포 발달에는 여러 가지 가능한 방법이 있다.
1. 섬유아세포의 부분 골격근 분화
2. 성상 세포의 활성화
3. 평활근 세포의 수축성 표현형 상실 (또는 합성 표현형 획득)
4. 기질 조직에 상주하는 전구 세포의 직접적인 근섬유아세포 분화
5. 위와 같이 직접 분화하거나 중간체로서 다른 세포 유형을 통해 간접적으로 분화할 수 있는 순환하는 중간엽 전구체의 귀환 및 모집
6. 상피 세포의 상피 중간엽 분화 (EMT)

가장 많이 연구된 근섬유아세포 형성 경로는 섬유아세포로부터의 TGF-β1 의존적 분화이다. TGF-β 수용체 1 및 TGF-β 수용체 2의 활성화는 표준 SMAD2/SMAD3 경로의 유도를 유도한다. 비정규 EGFR 경로의 공동 활성화와 함께 이러한 이벤트는 ACTA2 유전자의 상향 조절 및 후속 α-평활근 액틴 단백질 생산으로 이어진다. 히알루론산 및 EGFR의 CD44 공동 수용체 활성화를 포함하여 근섬유아세포 분화 경로의 여러 조절자가 설명되었다.

TGF-β로 자극된 심장 섬유아세포의 1차 배양은 이들을 근섬유아세포로 분화시킨다.

## 기능
간, 폐, 신장과 같은 많은 기관에서 주로 섬유증에 관여한다. 상처 조직에서 이들은 세포 외 콜라겐 섬유 침착에 의한 상처 강화 및 세포내 수축에 의한 상처 수축 및 콜라겐 번들에 대한 인테그린이 매개된 당김에 의한 콜라겐 섬유의 수반되는 정렬에 연루된다.
근섬유아세포는 심장 박동을 제어하는 전기 신호의 전파를 방해할 수 있으며, 심장마비를 겪은 환자와 태아 모두에서 부정맥을 유발할 수 있다. 우르소데옥시콜산은 이 상태에 대한 유망한 약물이다.

### 상처 치유
근섬유아세포는 α-평활근 액틴이라는 액틴이 풍부한 평활근 유형 액틴-미오신 복합체를 사용하여 수축할 수 있다. 이 세포는 상처 가장자리를 수축시켜 상처 회복을 가속화할 수 있다.
상처 치유에 대한 초기 연구에서는 아드레날린이나 안지오텐신과 같은 평활근 수축을 유발하는 물질에 노출되었을 때 상처에서 채취한 육아조직이 시험관 내 실험에서 평활근과 유사한 방식으로 수축할 수 있음을 보여주었다.
최근에는 섬유아세포가 광생물학적 조절을 통해 근섬유아세포로 변형될 수 있음이 밝혀졌다.
치유가 완료된 후 이 세포는 세포자살을 통해 손실되며 여러 섬유성 질환 (간경변, 신장 섬유증, 복막후 섬유증)에서 이 메커니즘이 작동하지 않아 근섬유아세포가 지속되고 결과적으로 확장이 일어나는 것으로 제안되었다.

## 같이 보기
- 배엽에서 유래된 사람 세포 유형 목록